# Asphalt 3D
Asphalt 3D (lanzado en Japón como Asphalt 3D: Nitro Racing (アスファルト 3ディー: ニトロ レーシング?)) es un  juego de carreras publicado por Konami en Japón y Ubisoft en todo el mundo y desarrollado por Gameloft para la consola portátil Nintendo 3DS. Fue lanzado en Japón el 10 de marzo de 2011, en Europa el 25 de marzo de 2011, en América del Norte el 27 de marzo de 2011 y en Australia el 31 de marzo de 2011. Es parte de Asphalt y fue uno de los ocho 3DS títulos de lanzamiento publicados por Ubisoft. Fue revelado en la Electronic Entertainment Expo 2010 (E3 2010).
Una conversión directa de un juego Apple iOS, Asphalt 6: Adrenaline, Asphalt 3D incluye 17 pistas basadas en ubicaciones de la vida real y 42 vehículos deportivos con licencia. Cuenta con varios modos de juego que incluyen multijugador para hasta seis jugadores que utilizan el juego inalámbrico local. Asphalt 3D recibió críticas negativas, con gran parte de las críticas dirigidas a controles deficientes, numerosos errores, efectos visuales deficientes y una velocidad de fotogramas entrecortada. Ha recibido puntajes de compilación del 43% y 47% en Metacritic y GameRankings, respectivamente.

## Jugabilidad y premisa
"Asphalt 3D" es un juego de carreras, en el que el jugador debe maniobrar un automóvil para competir contra conductores controlados por computadora en varias pistas de carreras. Los jugadores obtienen recompensas, como mejoras en el auto y puntos XP por ganar carreras durante el juego, y alcanzar niveles más altos les permite usar mejores autos deportivos para desbloquear. El juego presenta 17 pistas basadas en ubicaciones de la vida real que incluyen San Francisco y París. El juego también presenta más de 40 autos deportivos y motocicletas con licencia, de compañías como Ferrari, Lamborghini, Aston Martin, Bentley,  Maserati, BMW, Nissan, Audi y Ducati.
El juego presenta ocho modos de juego, que incluyen "Modo carrera"; "Vigilante", un modo de eliminación; un modo inspirado en Need for Speed "Persecución de alta velocidad", en el que el jugador debe superar los coches de policía;  y una opción  multijugador para hasta seis jugadores que utilizan el juego inalámbrico local. El juego utiliza el acelerómetro del sistema 3DS, que es similar a los títulos de "Asphalt" en las plataformas Apple iOS, y permite al jugador controlar el vehículo moviendo la consola como una dirección rueda.

## Desarrollo
Asphalt 3D se reveló en la Electronic Entertainment Expo 2010. Ubisoft enumeró el juego como uno de los ocho juegos 3DS que planearon lanzar para coincidir con el lanzamiento del 3DS en Europa y América del Norte. El juego fue lanzado en Japón el 10 de marzo de 2011, América del Norte el 27 de marzo de 2011, Europa el 25 de marzo de 2011 y Australia el 31 de marzo de 2011. Asphalt 3D fue un port directo de Asphalt 6: Adrenaline, que se lanzó para dispositivos Apple iOS.

## Vehículos
Asphalt 3D contiene 42 autos, tres de los cuales están disponibles al principio. La siguiente lista enumera todos estos autos alfabéticamente.
- Abarth 500 (disponible al principio)
- Aston Martin DBS Volante
- Aston Martin One-77
- Aston Martin V12 Vantage
- Audi R8
- Audi RS5
- Audi S5
- Audi TTRS
- Bentley Continental GT
- Bentley Continental Supersports
- Bentley Speed 8
- BMW M3 GTS (E92)
- BMW M6 (E63)
- BMW Z4 (E89)
- Bugatti Veyron
- Can-Am Spyder
- Citroën Survolt
- Ducati 1198
- Ducati Hypermotard
- Ferrari 430 Scuderia
- Ferrari 458 Italia
- Ferrari 599 GTO
- Ferrari California
- Ford Shelby GT500
- KTM 1190 RC8 R
- KTM X-Bow
- Lamborghini Estoque
- Lamborghini Gallardo LP570-4 Superleggera
- Lamborghini Murciélago LP670-4 SV
- Maserati Granturismo S
- McLaren MP4-12C
- Mercedes-Benz C63 AMG
- Mercedes-Benz Classe C DTM
- Mercedes-Benz SLR Stirling Moss
- Mini Cooper S (disponible al principio)
- Nissan 370Z
- Nissan GT-R (disponible al principio)
- Pagani Zonda Cinque
- Ruf 3400K
- Ruf CTR3
- Ruf Rt 12
- Tesla Roadster

## Recepción
Asphalt 3D  ha recibido críticas negativas de los críticos, actualmente con un puntaje promedio de 47% en GameRankings y 43/100 en Metacritic, basado en 30 y 37 comentarios respectivamente. El juego fue descrito por los críticos como "una broma absoluta", "un desastre con errores" y "verdaderamente horrible" debido a "física terrible, controles rígidos y gráficos pobres", junto con problemas de velocidad de fotogramas y fallas técnicas.
Martin Robinson de IGN declaró que "un juego ni siquiera puede molestarse en transmitir su propia introducción pre-renderizada sin problemas". Aunque elogió a sus "modelos de automóviles decentes", GameTrailers señaló que "sufre de rendimiento irregular, muchas animaciones pop-in, risibles y marcas de neumáticos que flotan sobre la carretera en 3D. Es como si estuviera hecho simplemente para verse bien en capturas de pantalla". Justin Towell de GamesRadar sintió que los "paisajes angulares recuerdan a  N64". La revisión dijo en general: "Entonces, ¿qué puedo decir en resumen? Es un remix inferior de £ 39.99 de un juego de iPhone de £ 2.99 con mal sonido, malos gráficos y una lógica de colisión sorprendentemente slapdash. No solo es el peor juego de la línea de lanzamiento de la 3DS -up, es un candidato para el título de "peor juego de lanzamiento de todos los tiempos". Peor que Pen Pen. Peor que Tama. Peor incluso que Altered Beast. ¿Realmente necesito decirlo? Evitar". El escritor del personal de Nintendo World Report, Josh Max, se quejó de la falta de secciones tutorial y declaró que "no hace nada para representar las capacidades de Nintendo 3DS". En su guía del comprador, el escritor de NWR Matthew Blundon y el director Neal Ronaghan declararon que "cuando hay corredores mucho mejores disponibles, a saber  Ridge Racer 3D , ¿por qué gastar su dinero en un producto inferior como Asphalt 3D?"